# Copa do Mundo de Salto Equestre
Copa do Mundo de Salto Equestre, ou FEI World Cup™ Jumping (atual Rolex FEI World Cup™ Jumping) é uma competição anual de saltos equestres que acontece em ambientes cobertos e tem a chancela da Federação Eqüestre Internacional (FEI). A primeira competição aconteceu em 1979.